# Gourmandises (sång)
"Gourmandises" är den fjärde singeln från den franska sångerskan Alizée och den fjärde och sista singeln från hennes första studioalbum med samma titel som låten: Gourmandises. Den släpptes i augusti 2001.

## Listplaceringar
| Lista (2001–2002) | Topplacering |
| ----------------- | ------------ |
| Belgien           | 21           |
| Frankrike         | 14           |
| Schweiz           | 70           |